# Rob de Wit
Rob de Wit (født 8. september 1963 i Utrecht, Holland) er en tidligere hollandsk fodboldspiller, der spillede som venstre kant. Han var på klubplan tilknyttet FC Utrecht og Ajax, men måtte på trods af en status som et af de store talenter i hollandsk fodbold indstille sin karriere på grund af en alvorlig skade allerede som 23-årig.. Han nåede at vinde det hollandske mesterskab med Ajax i 1985 og landets pokalturnering året efter.
De Wit spillede desuden otte kampe for det hollandske landshold, hvori han scorede tre mål.

## Titler
Æresdivisionen
- 1985 med Ajax

KNVB Cup
- 1986 med Ajax